# رويال تشالنجرز بنغالور
رويال تشالنجرز بنغالور هو فريق كريكت من مدينة بنغالور، كارناتاكا، الهند. تأسس عام 2008 ويشارك في الدوري الهندي الممتاز.

## روابط خارجية
- الموقع الرسمي
.